# Foksterier
Foksterier je pes, ki je bil vzrejen za lov na lisice, od koder je dobil tudi ime (angleško Fox pomeni lisica). Izraz foksterier se nanaša pravzaprav na dve različni pasmi psov, kratkodlaki foksterier (Smooth) in resasti foksterier (Wire), ki sta bili neodvisno gojeni v Angliji v sredini 19. stoletja. Ti dve pasmi terierjev sta si zelo podobni, z eno samo večjo razliko v kožuhu. Kratkodlaki foksterier ima gladek, raven, ampak trd in gost kožuh, medtem ko je kožuh resastega foksterierja, razdeljen z gosto, žilnato teksturo.Fox terier je zalo občutljiv na vreme

## Lastnosti
Ta pasma ni preveč zaupljiva do ljudi in je lahko tudi rahlo popadljiva. Eden izmed nagonov te pasme, ki se z leti ne omili, je užitek v kopanju po zemlji. Prav tako je zelo nagnjena k izzivanju drugih psov.
Foksterierji so aktivni, živahni, veseli in privlačni psi, ki se radi spoprimejo z drugimi psi. Posebno radi se igrajo z otroci. Ta pasma je zelo zvesta in vdana družini in nikoli ne skriva svoje ljubosumnosti. Veliko foksterierjev je trmastih in pogosto neubogljivih z izredno močnim lovskim nagonom.